# 春风十里，不如你
《春风十里，不如你》是北京东海麒麟文化传播有限公司出品的都市青春爱情电视剧，为优酷网推出的超级剧集。改编自知名作家冯唐“万物生长三部曲”的第三部《北京，北京》，讲述了秋水、小红及他们的同学们爱恨纠缠的青春故事。2016年10月至2017年1月拍攝，优酷网黄金会员提前一天於2017年7月20日在优酷网首播，其後開始免費於7月21日在优酷网播出。

## 播出平台
| 頻道     | 所在地   | 类别          | 播映日期                                   | 播出時間                                                              |
| -------- | -------- | ------------- | ------------------------------------------ | --------------------------------------------------------------------- |
| 优酷网   | 中国大陆 | 免费          | 2017年7月21日-9月14日                      | 星期一至五每天0点1集                                                  |
| 优酷网   | 中国大陆 | 付费 黄金会员 | 2017年7月20日-8月10日 2017年8月14日-9月3日 | 星期四20:00抢先看5集 星期一、四20:00抢先看3集 大结局9月3日24:00抢先看 |
| 山东卫视 | 中国大陆 | 先网后台      | 2017年8月28日-9月22日                      | 星期一至二、五22:00 星期三23:00                                       |

## 剧情概述
二十世纪九十年代，文学青年秋水遵从了父亲的意愿，进入北京某医科大学医学专业学习，但秋水一直喜欢文学创作。在军训期间，秋水认识了同班的小红、小白、赵英男等人。面对性格截然不同却一样爱秋水的小红和赵英男，秋水选择了自己认为应该喜欢的赵英男相恋，但心里一直住着小红。在秋水与赵英男交往的七年里，小红也还是一直守在秋水身边。 
小白因为向小红表白的事情被学校开除。四年以后，小白以留学生的身份回到学校，秋水成为了实习妇科医生。秋水的父亲、赵英男都希望秋水能成为一名优秀的医生，痴迷文学的秋水被赵英男批评不务正业，赵英男试图干扰秋水的文学创作，这让秋水陷入挣扎之中，两人渐行渐远。最后，赵英男选择与秋水分手。只有小红，懂得秋水的文学理想，欣赏他的文学才华，是秋水的心灵伴侣。多年以后，秋水成了商人和作家，依然孑然一身，而昔日的同学们也各自得到了命运的安排。

## 登场人物
| 演員     | 角色   | 簡介                 |
| 周冬雨   | 肖红   | 女主角               |
| 张一山   | 秋水   | 男主角               |
| 齊溪     | 柳青   |                      |
| 陳奕龍   | 顧明   | 小白，喜歡小紅。     |
| 范逸臣   | 兽哥哥 |                      |
| 尤靖茹   | 赵英男 | 參謀長女兒，喜歡秋水 |
| 魏健隆   | 辛夷   | 妖刀男友，癌症過世   |
| 华娇     | 刘婷婷 |                      |
| 杨玥     | 妖刀   |                      |
| 孙伟豪   | 杜仲   |                      |
| 成方川   | 厚朴   |                      |
| 马心怡   | 顾小漫 |                      |
| 刘承林   | 黄芪   |                      |
| 王畅唱   | 周小河 |                      |
| 罗悠月   | 龍悅   |                      |
| 袁百梓卉 | 袁百卉 |                      |

## 歌曲
| 曲别          | 歌名           | 演唱者         | 作词             | 作曲   |
| 主题曲/片尾曲 | 春风十里不如你 | 李健           | 左右             | 赵兆   |
| 片头曲        | 如果我爱你     | 周冬雨、张一山 | 张文、李苗、窦鹏 | 窦鹏   |
| 插曲          | 春风十里       | 鹿先森乐队     | 郭倍倍           | 郭倍倍 |
| 插曲          | 小红           | 范逸臣、陈奕龙 | 窦鹏             | 窦鹏   |

## 制作
2016年10月12日在北京召开开机发布会，总出品人胡震鹏、作家冯唐、导演马进、编剧周涌及主演周冬雨、张一山、陈奕龙、尤靖茹、华娇、孙伟豪、王畅唱、刘承林、罗悠月等悉数亮相。
本剧是继《万物生长》之后，冯唐又一部作品《北京，北京》被影像化。为“万物生长三部曲”的第三部，作品情节与风格和之前的作品一脉相承。
与剧中男女主角设定颇为相似的是，张一山、周冬雨二人也同为北京电影学院毕业的师兄妹，两人的演技和默契都成为观众期待的焦点。
导演马进表示“因为我们的影视剧市场没有分级制而不得不大打折扣”无法满分呈现冯唐作品中的爱情与情欲，但他同时也表示“有时，含蓄的力量大于直给！虽然我可能做不到荷尔蒙满屏飞舞，但我会通过影视语言去激发观众的想象——让观众脑洞大开，自行脑补。”
张一山认为，自己能拿到这个角色的重要原因是北京话很溜，虽然搞不清冯唐觉得他哪里像秋水，但至少北京话上是自信的，“现在能说那么纯粹还溜的北京话的演员不是很多，这就占了先机吧。”
周冬雨说导演向她解释这个角色需要自由发挥，“要演得特别泼辣、放开了演”。
2016年10月15日于北京正式开机拍摄，2017年1月23日全剧杀青，历时101天。
周冬雨不仅出演女主角肖红，还是本剧联合出品人之一。

## 宣传
2017年1月10日曝光了一组文艺风人物海报。1月11日发布一段纯素颜形式的片花。3月21日曝光一支唯美花絮。
4月20日发布了由歌手李健演唱的电视剧同名主题曲《春风十里，不如你》，25日发布主题曲《春风十里不如你》的MV。
5月25日发布青春“胸”猛版预告片。
6月13日在上海举行定档发布会，原著作者、作家冯唐携导演马进，主演周冬雨、张一山、陈奕龙、尤靖茹出席。将在7月登陆优酷独播。
7月13日在北京举办开播发布会，主演张一山，陈奕龙，魏健隆等11位演员，以及原著作者冯唐到场。
7月18日举行优酷超前点映会。
9月2日优酷举行收官party，主演周冬雨、张一山等出席，提前放出30分钟大结局片花。

## 评价
《澎湃新闻》：
这部剧的年代设定为1992年，主角都是大学生。在目前海报和预告中可以看到，画面没有违和感的重要原因是不论主角配角，看上去都的确非常清纯，有少女感。到底这对CP能不能成立，发布会和台上都不是真，还要看剧才知道。都很年轻，演技也都算靠谱，在长久被抠图、替身、大烂剧包围的环境里，我们该有多期盼少女少年来拯救。

剧评人李星文：
改编一定会填充情节，确立时间轴，加入细节。剧中的《霸王别姬》、军帽、发型都让我觉得很亲切，加上周冬雨和张一山演绎的几次错过，都会让人回忆起自己的那段青葱岁月，可以说是一部很动人的作品。”

《光明日报》：
在细节的呈现上兼顾了质感和观众的共鸣感。不论是服装、发型，还是王靖雯、窦唯的磁带，《霸王别姬》上映，这些充满时代特征的细节，都给电视剧带来了丰盈细腻的质感；大锅饭、集体宿舍、男女生晚间的“宿舍卧谈会”等一系列情节的呈现，也带领观众一起进入自己的青春记忆。

## 网播
2017年9月3日在优酷网独家播出结束，网播量达40亿。播放量在2017年突破60亿，成为2017年优酷会员收入最高的剧集项目之一。

## 獎項及提名
| 年度   | 颁奖典礼             | 獎項                    | 名称             | 结果 |
| ------ | -------------------- | ----------------------- | ---------------- | ---- |
| 2017年 | 第8届澳门国际电视节  | 优秀网络剧              | 春风十里，不如你 | 提名 |
| 2017年 | 第8届澳门国际电视节  | 最佳女演员              | 周冬雨           | 提名 |
| 2018年 | 2018优酷YC盛典       | 青春记忆                | 春风十里，不如你 | 獲獎 |
| 2018年 | 2018优酷YC盛典       | 2018YC盛典VIP会员掌门人 | 周冬雨           | 獲獎 |
| 2018年 | 第29届中国电视金鹰奖 | 优秀电视剧奖            | 春风十里，不如你 | 獲獎 |

## 收视率
| 中国 山东卫视 首播收视率 |               |             |             |             |           |           |           |                                                   |
| 集數                     | 播出日期      | CSM52城市网 | CSM52城市网 | CSM52城市网 | CSM全国网 | CSM全国网 | CSM全国网 | 備註                                              |
| 集數                     | 播出日期      | 收視率      | 收視份額    | 排名        | 收視率    | 收視份額  | 排名      | 備註                                              |
| 1-3                      | 2017年8月28日 | 0.144       | 1.095       | 27          | 0.15      | 1.46      | 22        | 16省网收视0.135，份额1.21                         |
| 4-6                      | 2017年8月29日 | 0.127       | 0.991       | 29          | 0.117     | 1.126     | 25        | 全國網收視含央視未上榜 16省网收视0.162，份额1.434 |
| 7-8                      | 2017年8月30日 | 未上榜      | 未上榜      | 未上榜      | 未上榜    | 未上榜    | 未上榜    |                                                   |
| 9-11                     | 2017年9月1日  | 0.125       | 0.807       | 27          | 未上榜    | 未上榜    | 未上榜    | 16省网收视0.105，份额0.815                        |
| 12-14                    | 2017年9月4日  | 未上榜      | 未上榜      | 未上榜      | 未上榜    | 未上榜    | 未上榜    |                                                   |
| 15-17                    | 2017年9月5日  | 未上榜      | 未上榜      | 未上榜      | 未上榜    | 未上榜    | 未上榜    |                                                   |
| 18-19                    | 2017年9月6日  | 未上榜      | 未上榜      | 未上榜      | 未上榜    | 未上榜    | 未上榜    |                                                   |
| 20-22                    | 2017年9月8日  | 未上榜      | 未上榜      | 未上榜      | 0.11      | 1.07      | 29        |                                                   |
| 23-25                    | 2017年9月11日 | 0.11        | 0.914       | 30          | 0.097     | 1.065     | 24        | 52城數據缺太原 全國網收視含央視未上榜             |
| 26-27                    | 2017年9月12日 | 未上榜      | 未上榜      | 未上榜      | 未上榜    | 未上榜    | 未上榜    | 52城數據缺西安                                    |
| 28-29                    | 2017年9月13日 | 未上榜      | 未上榜      | 未上榜      | 未上榜    | 未上榜    | 未上榜    |                                                   |
| 30-32                    | 2017年9月15日 | 0.103       | 0.692       | 29          | 未上榜    | 未上榜    | 未上榜    |                                                   |
| 33-34                    | 2017年9月18日 | 未上榜      | 未上榜      | 未上榜      | 未上榜    | 未上榜    | 未上榜    |                                                   |
| 35                       | 2017年9月19日 | 未上榜      | 未上榜      | 未上榜      | 未上榜    | 未上榜    | 未上榜    |                                                   |
| 36                       | 2017年9月20日 | 未上榜      | 未上榜      | 未上榜      | 未上榜    | 未上榜    | 未上榜    |                                                   |
| 37-40                    | 2017年9月22日 | 未上榜      | 未上榜      | 未上榜      | 未上榜    | 未上榜    | 未上榜    |                                                   |
| 平均收視                 | 平均收視      | 0.089       | 0.79        | 不適用      |           |           | 不適用    |                                                   |

1. 同时段或交叉时段主要节目：
  - 湖南：《進擊吧，閃電》
  - 东方：
    - 星期一至二：《軒轅劍之漢之雲》
    - 星期四至五：《醉玲珑》

  - 浙江：《秦時麗人明月心》
  - 北京、安徽：《通天狄仁杰》
2. 数据由广视索福瑞提供，调查范围为四岁以上之观众。
3. 以上收视排名包括央视在内。CSM16省网排名不含央视
4. 资料来源：卫视这些事儿、卫视走光了、数据狮、TV未知数